# Cymbacephalus beauforti
Cymbacephalus beauforti är en fiskart som först beskrevs av Knapp, 1973.  Cymbacephalus beauforti ingår i släktet Cymbacephalus och familjen Platycephalidae. Inga underarter finns listade i Catalogue of Life.